# Lycaena tauricus
Lycaena tauricus är en fjärilsart som beskrevs av Heyne 1895. Lycaena tauricus ingår i släktet Lycaena och familjen juvelvingar. Inga underarter finns listade i Catalogue of Life.